# Psidium loustalotii
Psidium loustalotii är en myrtenväxtart som beskrevs av Nathaniel Lord Britton och Percy Wilson. Psidium loustalotii ingår i släktet Psidium och familjen myrtenväxter. Inga underarter finns listade i Catalogue of Life.